# Henri Flammarion
Henri Flammarion (n. 1 aprilie 1910, Paris, Île-de-France, Franța – d. 19 august 1985, Paris, Île-de-France, Franța) a fost un editor de carte francez, care a condus editura Flammarion în perioada 1967-1982.

## Biografie
Era nepotul lui Ernest Flammarion, fondatorul editurii Flammarion, și fiul lui Charles Flammarion, care a condus această companie editorială din 1936 până în 1967.
La rândul său, Henri a condus editura Flammarion din 1967 până în 1982. El a fondat în 1967 colecția „Questions d'histoire”, pe care a condus-o Marc Ferro, și în 1968 colecția „L'Histoire en liberté”, care a beneficiat de colaborarea lui Jules Romains și Paul Morand. A creat în timp un adevărat grup editorial, preluând mai multe edituri: Éditions Aubier-Montaigne (creată de Fernand Aubier en 1924 și specializată în științe umaniste) în 1975, La Maison rustique (creată pe la 1830 și specializată în cărți de științe aplicate) în 1976 și Arthaud (creată în 1882 de Alexandre Gratier și preluată apoi de Jules Rey) în 1977.
Bolnav, Henri Flammarion a renunțat la conducerea editurii în 1982 și a murit la 19 august 1985.
El a fost tatăl lui Charles-Henri Flammarion, care a fost ultimul membru al familiei care a condus editura Flammarion înainte ca aceasta din urmă să fie preluată de grupul italian RCS MediaGroup, al lui Alain Flammarion, vicepreședinte al grupului Flammarion începând din 2003, și al lui Jean-Noël Flammarion, care a fost administrator al Flammarion 4 (rețeaua de librării de artă).